# محمد أكبري
محمد أكبري (بالدرية: استاد محمد اکبرى) المعروف باسم أستاذ أكبري، هو قائد جهادي أفغاني سابق في أفغانستان، كان يملك ارتباطات سياسية مختلفة خلال فترات النزاع في أفغانستان. كان ممثل باميان خلال الدورات الخامسة عشر والسادسة عشرة من البرلمان الأفغاني، وعضو في مجلس الشيوخ من عام 2017 فصاعداً.